# Fool for your love (Neil Young)
Fool for your love is een lied dat werd geschreven door Neil Young. Het bestond al sinds hij het album This note's for you (1988) opnam. Het duurde echter nog tot 2000 voor het op een plaat verscheen, namelijk op het livealbum Road rock vol. 1. Het was het enige nummer van dit album dat nog niet eerder uitbracht was en werd opgenomen tijdens de Music in Head-tournee die hij dat jaar gaf.
Daarnaast verscheen het dat jaar op twee singles met een verschillend format (HDCD en CDr) waarop een radio- en een albumversie staat van All along the watchtower. Dat laatste komt niet van zijn hand werd geschreven door Bob Dylan. Hij zingt het samen met Chrissie Hynde die toen in zijn voorprogramma stond. De singles hadden verschillende hoezen en dienden ter promotie van zijn werk.
Het nummer gaat over een relatie die stuk is gelopen. Zijn geliefde is er met een ander vandoor. Zelfs de liefde in haar blik is verdwenen. Hij kan het niet begrijpen. Het is een rustig hardrock-nummer, neigend naar grunge.